# Народня Сила
"Народня Сила " — господарсько-кооперативий і інформаційний часопис (1932); Орган Української національної партії (1933).
Виходив в Чернівцях: 1932 — Рік 1, ч. 1- 16/17, 18-32/33, 34-35,1933 — Рік 2, ч. 36-60 — раз на тиждень, в неділю; Формат 47,5 на 31,5 см; Обсяг — 4 сторінки. У 1932 році редакція знаходилася за адресою: Cernăuƫi, Piaƫa Chica Voda, 3; у 1933 — Чернівці, вул. Петровича, 2, «Народна канцелярія». Ціна за номер була 3 леви, вартість річної підписки — 120 левів, за кордоном — 1 долар в 1932 р., 1,50 долара в 1933 р.
Видавав і редагував часопис Юрій Сербинюк. Соціальні причини виникнення цього видання — економічна криза 30-х років, яка привела до остаточно зубожіння буковинських селян. Часопис, покладаючись на міжнародний досвід господарювання, накреслив шляхи виходу з кризи: організацію селян у кооперативні організації, створення сільської кредитної та споживчої кооперації, пропонувалося ведення сільського господарства із використанням сучасних досягнень науки та організації праці. Тижневик друкував розвідки інженерів, лікарів-ветеринарів з різних галузей сільського господарства (зокрема, серії статей М. Грицьківа, Е. Суховерського, присвячені тваринництву та догляду за худобою), знайомив із розпорядженнями і законами, що стосувалися селян та їх праці, порушував питання соціального захисту та матеріальної допомоги. Також, видання висвітлювало проблеми, пов'язані з життям усіх верств українського суспільства, інформувало читачів про важливі події в краї та світі (Рубрики: «По світі», «Дещо з господарства», «Новини», «З організаційного руху», «Надіслане», «Рекламні оголошення»). Наприкінці 1932 року частіше зустрічалися соціально-політичні мотиви в публікаціях часопису. Висвітлювалися теми: вибори до органів влади різних рівнів; передвиборча боротьба, в якій часопис активно підтримував Українську національну партію, що стояла на позиціях націоналізму; про згубні наслідки румунізації; критика політичної діяльності румунських партій та ін. З 1933 року «Народня Сила» стала друкованим органом Української національної партії (УНП), яка відгукнулася на впровадження воєнного стану (виступи Ю. Сербинюка, Д. Маєра-Михальського). На сторінках часопису велася полеміка із румунськими часописами на захист прав українців. Через сувору цензуру частина матеріалів в тижневику друкувалася анонімно. Приділялося багато уваги популяризації української мови, історії, культури. Група статей була присвячена життю українців в Радянському союзі та голодомору 1933 року на Східній Україні. В зверненні «Український Народе! Браття і сестри!» засуджувалася більшовицька влада, що організувала штучний голодомор та привела до смерті мільйонів українців. Повідомлялося, що по всій Буковині створювалися комітети допомоги голодуючим із центром у Чернівцях.
Часопис «Народня Сила» сприяв запровадженню нових методів господарювання в сільському господарстві, подоланню кризи на селі та як, орган Української національної партії Румунії, об'єднанню української громади Буковини.